# Empoasca tincta
Empoasca tincta är en insektsart som beskrevs av Delong 1931. Empoasca tincta ingår i släktet Empoasca och familjen dvärgstritar. Inga underarter finns listade i Catalogue of Life.